# David Luiz
David Luiz Moreira Marinho (Diadema, 22 april 1987) is een Braziliaans voetballer die doorgaans als verdediger speelt. Luiz debuteerde in 2010 in het Braziliaans voetbalelftal en bezit tevens een Portugees paspoort. Hij speelt anno 2025 bij het Cypriotische Paphos FC.

## Clubcarrière

### Jeugd
Luiz stroomde in 2006 door vanuit de jeugd van Esporte Clube Vitória. Hij doorliep hier alle jeugdploegen en maakte in 2006 zijn debuut in het eerste elftal van de club.

### Benfica
Luiz verruilde Vitória op 31 januari 2007 voor Benfica. Dit nam hem in eerste instantie op huurbasis in dienst als vervanger voor Ricardo Rocha. De club bedong hierbij een optie tot koop. Een blessure aan zijn rechterknie stelde zijn debuut bij Benfica uit tot hij tijdens een wedstrijd in het toernooi om de UEFA Cup debuteerde, uit bij Paris Saint-Germain, in het Parc des Princes. Op 12 maart 2007 speelde hij zijn eerste competitiewedstrijd voor Benfica, tegen União de Leiria. Benfica nam hem na zijn huurperiode definitief over van Vitória en op 15 oktober 2009 tekende Luiz bij tot 2015. Hij kreeg een transferclausule van 50 miljoen euro in zijn contract.

### Chelsea
Luiz tekende op 31 januari 2011 een contract tot medio bij Chelsea, dat 25 miljoen euro voor hem betaalde aan Benfica. Hij debuteerde op 6 februari 2011 in de Premier League voor de club. Die dag viel hij tijdens een met 0-1 verloren wedstrijd thuis tegen Liverpool in voor José Bosingwa. Hij begon op 14 maart 2011 voor het eerst in de basis bij Chelsea, tijdens een 0–0-gelijkspel uit bij Fulham. Zijn eerste doelpunt voor de Engelse ploeg volgde op 1 maart 2011, tijdens een 2–1 op Manchester United in Stamford Bridge.

### Paris Saint-Germain

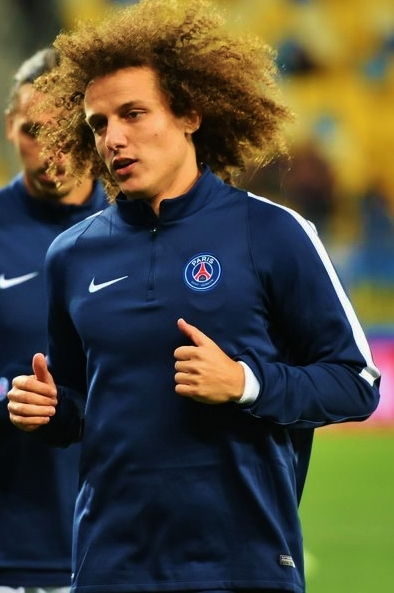

Luiz tekende in mei 2014 een contract bij Paris Saint-Germain. Dat betaalde circa 50 miljoen pond voor hem (ongeveer 62 miljoen euro), waarmee hij de duurste verdediger ter wereld zou zijn. Hiermee troefde hij landgenoot Thiago Silva af, die in 2012 voor ongeveer 42 miljoen euro naar Paris Saint-Germain kwam. Hoewel de Braziliaanse international in Parijs vaak zeker was van een basisplaats, kreeg hij in de media regelmatig kritiek op zijn spel.

### Terug bij Chelsea
Ook bij Chelsea was er altijd veel te doen om de nogal wilde speelstijl van Luiz, maar toch besloot de club de mandekker in 2016 voor een bedrag van 37,5 miljoen euro terug naar Londen te halen. Dat seizoen won Chelsea meteen de titel. Het seizoen erop eindigde Chelsea als vijfde. Wel won het de FA Cup. In de Champions League-groepswedstrijd tegen AS Roma op 18 oktober 2017 opende Luiz de score. Het werd uiteindelijk 3–3. In de achtste finale van het toernooi werden 'The Blues' uitgeschakeld door FC Barcelona.

### Arsenal
Op 8 augustus 2019 verruilde Luiz Chelsea voor Arsenal. Hij kreeg daar rugnummer 23.

### Flamengo
In september 2021 tekende Luiz tot eind 2022 een contract bij Flamengo.

## Clubstatistieken
| Seizoen | Club                | Competitie     | Competitie | Competitie | Beker | Beker | Internationaal | Internationaal | Overig | Overig | Totaal | Totaal |
| Seizoen | Club                | Competitie     | Wed.       | Dlp.       | Wed.  | Dlp.  | Wed.           | Dlp.           | Wed.   | Dlp.   | Wed.   | Dlp.   |
| ------- | ------------------- | -------------- | ---------- | ---------- | ----- | ----- | -------------- | -------------- | ------ | ------ | ------ | ------ |
| 2005/06 | Vitória             | Série A        | 21         | 6          | 0     | 0     | 0              | 0              | 0      | 0      | 21     | 6      |
| 2006/07 | Vitória             | Série A        | 26         | 1          | 0     | 0     | 0              | 0              | 0      | 0      | 26     | 1      |
| 2006/07 | → Benfica           | Primeira Liga  | 10         | 0          | 0     | 0     | 4              | 0              | 0      | 0      | 14     | 0      |
| 2007/08 | Benfica             | Primeira Liga  | 8          | 0          | 0     | 0     | 4              | 0              | 0      | 0      | 12     | 0      |
| 2008/09 | Benfica             | Primeira Liga  | 19         | 2          | 6     | 0     | 2              | 1              | 0      | 0      | 27     | 3      |
| 2009/10 | Benfica             | Primeira Liga  | 29         | 2          | 7     | 1     | 13             | 0              | 0      | 0      | 49     | 3      |
| 2010/11 | Benfica             | Primeira Liga  | 16         | 0          | 5     | 0     | 6              | 0              | 1      | 0      | 28     | 0      |
| 2010/11 | Chelsea             | Premier League | 12         | 2          | 0     | 0     | 0              | 0              | 0      | 0      | 12     | 2      |
| 2011/12 | Chelsea             | Premier League | 20         | 2          | 9     | 0     | 11             | 1              | 0      | 0      | 40     | 3      |
| 2012/13 | Chelsea             | Premier League | 30         | 2          | 10    | 1     | 13             | 4              | 4      | 0      | 57     | 7      |
| 2013/14 | Chelsea             | Premier League | 19         | 0          | 6     | 0     | 8              | 0              | 1      | 0      | 34     | 0      |
| 2014/15 | Paris Saint-Germain | Ligue 1        | 28         | 2          | 7     | 1     | 10             | 2              | 0      | 0      | 45     | 5      |
| 2015/16 | Paris Saint-Germain | Ligue 1        | 25         | 1          | 7     | 1     | 7              | 1              | 1      | 0      | 40     | 3      |
| 2016/17 | Paris Saint-Germain | Ligue 1        | 3          | 0          | 0     | 0     | 0              | 0              | 1      | 0      | 4      | 0      |
| 2016/17 | Chelsea             | Premier League | 33         | 1          | 5     | 0     | 0              | 0              | 0      | 0      | 38     | 1      |
| 2017/18 | Chelsea             | Premier League | 10         | 1          | 2     | 0     | 4              | 1              | 1      | 0      | 17     | 2      |
| 2018/19 | Chelsea             | Premier League | 36         | 3          | 7     | 0     | 6              | 0              | 1      | 0      | 50     | 3      |
| 2019/20 | Arsenal             | Premier League | 33         | 2          | 5     | 0     | 5              | 0              | 0      | 0      | 43     | 2      |
| 2020/21 | Arsenal             | Premier League | 20         | 1          | 3     | 0     | 7              | 1              | 0      | 0      | 30     | 2      |
| 2021    | Flamengo            | Série A        | 0          | 0          | 0     | 0     | 0              | 0              | 0      | 0      | 0      | 0      |
| Totaal  | Totaal              | Totaal         | 398        | 28         | 79    | 4     | 100            | 11             | 10     | 0      | 587    | 43     |

## Interlandcarrière
Luiz speelde in 2007 als jeugdinternational voor Brazilië –20 op het wereldkampioenschap en eindigde daar bij de laatste zestien. Op 10 augustus 2010 debuteerde hij in de nationale ploeg van Brazilië. Dit gebeurde tijdens een 0–2-uitoverwinning op de Verenigde Staten. In 2014 nam hij met Brazilië deel aan het wereldkampioenschap in eigen land. Op dit toernooi maakte hij een vrije trapdoelpunt in de met 2-1 gewonnen kwartfinale tegen Colombia. In de halve finale werd Brazilië met 1-7 uitgeschakeld door Duitsland.
Luiz maakte geen deel uit van de 23-koppige selectie voor het WK 2018 in Rusland.

## Erelijst
Benfica
- Primeira Liga: 2009/10
- Taça da Liga: 2008/09, 2009/10, 2010/11

 Chelsea
- UEFA Champions League: 2011/12
- UEFA Europa League: 2012/13, 2018/19
- Premier League: 2016/17
- FA Cup: 2011/12, 2017/18

 Paris Saint-Germain
- Ligue 1: 2014/15, 2015/16
- Coupe de France: 2014/15, 2015/16
- Coupe de la Ligue: 2014/15, 2015/16
- Trophée des Champions: 2015, 2016

 Arsenal
- FA Cup: 2019/20

 Brazilië
- FIFA Confederations Cup: 2013

Individueel
- LPFP Primeira Liga Speler van het Jaar: 2009/10
- Premier League Speler van de Maand: maart 2011
- FIFA WK Zilveren Bal: 2012
- FIFA WK Dream Team: 2014
- FIFA FIFPro World XI: 2014
- FIFA FIFPro World XI (2e team): 2013
- FIFA FIFPro World XI (3e team): 2015, 2017
- Ligue 1 Team van het Jaar: 2014/15, 2015/16
- PFA Team van het Jaar: 2016/17 (Premier League)
- ESM Team van het Jaar: 2016/17
- UEFA Europa League Elftal van het Seizoen: 2018/19

## Privé
- David Luiz is een evangelisch christen. Hij ziet zijn landgenoot Kaká hierin als een voorbeeld.[4] Hij heeft zich op 15 mei 2015 laten dopen.[5]
- De Braziliaan is naast voetballer ook eigenaar van een Italiaans restaurant, Babbo, gevestigd in Londen.[6]

1 Jefferson ·
2 Dani Alves ·
3 Thiago Silva  ·
4 David Luiz ·
5 Fernando ·
6 Marcelo ·
7 Leiva ·
8 Hernanes ·
9 Fred ·
10 Neymar ·
11 Oscar ·
12 Júlio César ·
13 Dante Bonfim ·
14 Filipe Luís ·
15 Jean ·
16 Réver ·
17 Luiz Gustavo ·
18 Paulinho ·
19 Hulk ·
20 Bernard ·
21 Jô ·
22 Diego Cavalieri ·
23 Jádson ·
Coach: Scolari
1 Jefferson ·
2 Dani Alves ·
3 Thiago Silva  ·
4 David Luiz ·
5 Fernandinho ·
6 Marcelo ·
7 Hulk ·
8 Paulinho ·
9 Fred ·
10 Neymar ·
11 Oscar ·
12 Júlio César ·
13 Dante Bonfim ·
14 Maxwell ·
15 Henrique ·
16 Ramires ·
17 Luiz Gustavo ·
18 Hernanes ·
19 Willian ·
20 Bernard ·
21 Jô ·
22 Victor ·
23 Maicon ·
Coach: Scolari